# Каракёль

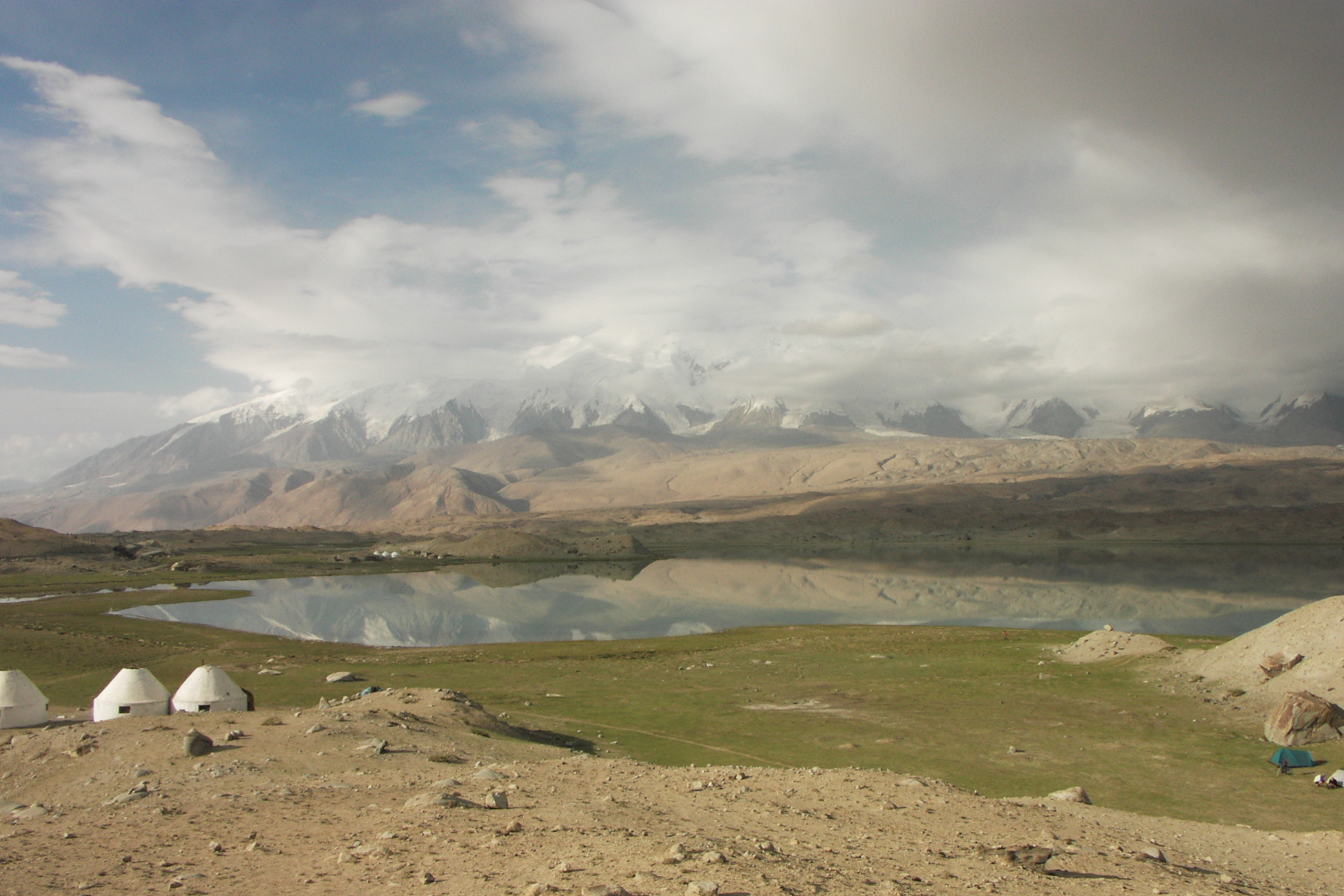
Озеро Каракёль

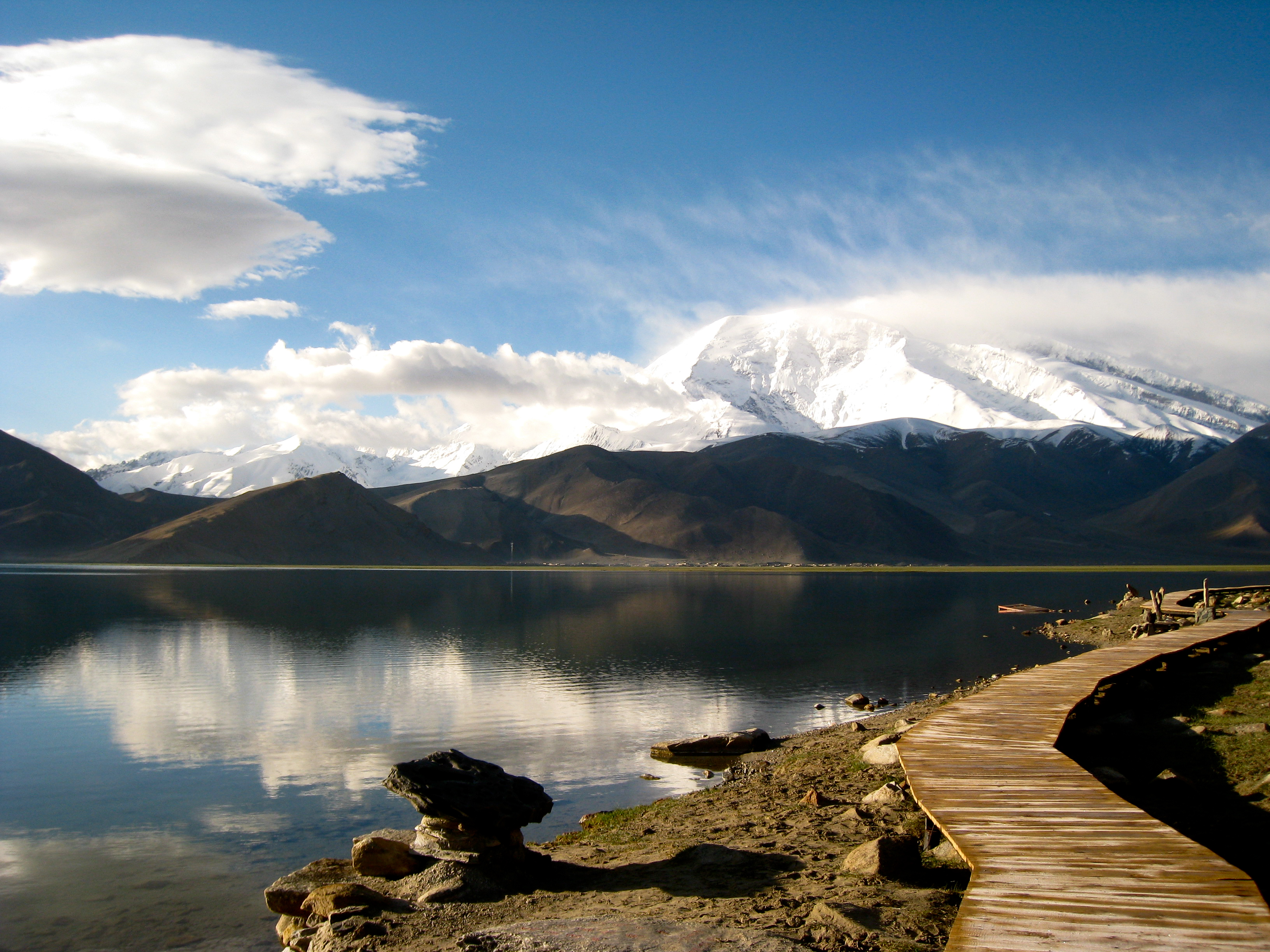
Дорожка для туристов

Каракёль (кит. трад. 喀拉庫勒湖, упр. 喀拉库勒湖, пиньинь Kālākùlè Hú, уйг. قاراكۆل‎, кирг. Қарокул) — озеро в горах Памира на западе Синьцзян-Уйгурского автономного района Китая. Расположено около западной границы страны, в 200 км от города Кашгар. Площадь поверхности — 4,8 км².
Через озеро протекает река Чонг-Карасу, впадающая в реку Кенгшиберсу.
Каракёль находится на высоте 3690 м. Озеро окружают вечно покрытые снегом вершины, самые высокие из которых — Музтагата (7546 м), Конгур (7719 м) и Конгуртюбе (7595).
Около озера проходит Каракорумское шоссе. На берегу расположены два киргизских поселения. Среди туристов озеро популярно за свой лазурный цвет, который иногда меняется на зелёный.